# Товариство землевласників
Товариство власників великих сільських маєтків (також відоме як Товариство землевласників) — консервативна організація, створена 3 травня 1848 року у Львові для захисту прав багатих землевласників у Галичині.
Ініціатором створення організації був Ґвалберт Павликовський (він же став президентом асоціації), до її складу входило близько 120 осіб.
Товариство було центром співпраці з австрійською владою, виступало проти демократичних реформ і скасування кріпосного права. Тому воно активно боролося проти Центральної Національної Ради.
Членами асоціації були Kaзимир Бадені, Юзеф Бартманський, Алойзі Борковський, Северин Дрогойовський, Себастьян Глікселлі, Юзеф Ґолейовський, Aґенор Ґолуховський, Боніфацій Янішевський, Ігнацій Янковський, Юзеф Ясінський, Євстахій Яворніцький, Теофіл Йордан, Роман Краницький, Кипріан Коморовський, Ігнацій Конарський, Северин Коритко, Александр Красицький, Мацей Красицький, Тадеуш Лось, Матеуш Мьончинський, Антоній Нагуйовський, Ксаверій Очосальський, Влодзімєж Пясецький, Наполеон Рациборський, Клеменс Рачинський, Едвард Радзейовський, Фортунат Скаржинський, Пьотр Тшцінський, Тадеуш Туркул, Міхал Тустановський, Валерій Устрицький.
До них приєдналися: Миколай Антоневич, Лешек Борковський-Дунін, Казимир Домбський, Густав Глоговський, Юзеф Яблоновський, Юзеф Левицький, Францішек Мощинський, Віктор Обніський, Павел Родаковський, Пьотр Ромашкан, Фелікс Ройовський, Влодзімєж Руссоцький, Ян Стадницький і Едвард Марія Адольф Стадницький, Леон Стадницький, Марцін Смаржевський, Александр Узнанський, Францішек Вільчинський.